# Triangulacja (matematyka)

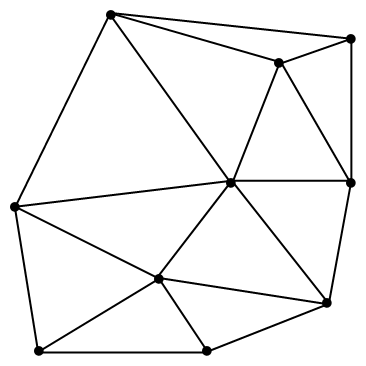
Triangulacja wielokąta.

Triangulacja – podział figury geometrycznej na sympleksy (trójkąty lub czworościany) w taki sposób, że część wspólna dowolnych dwu różnych sympleksów jest ich wspólną ścianą, wspólnym wierzchołkiem, wspólnym bokiem lub wspólnym trójkątem albo zbiorem pustym. Od sympleksów tworzących triangulację wymaga się ponadto, by dowolny obszar ograniczony przecinał tylko skończoną ich liczbę. Można dokonać triangulacji każdego wielokąta i każdego wielościanu.